# Svea (tidskrift)
Svea, tidskrift för vetenskap och konst, var en svensk tidskrift som utgavs 1818–29 samt (ny följd) 1831–32 som organ för Uppsalaromantikerna. Den var på sin tid Sveriges förnämsta och grundligaste litterära tidskrift. Förutom bokanmälningar innehöll den uppsatser av landets yppersta författare. Redaktör för tidskriften var Wilhelm Gumælius (1818–23) , V.F. Palmblad och P.D.A. Atterbom (1825–29)  samt E. A. Schröder (1831–32).